# Susanne Lang
Susanne Lang (11 gennaio 1967) è un'ex schermitrice tedesca, vincitrice di due medaglie d'oro ai campionati mondiali di scherma.